# Storm Hunter
Storm Sanders, coniugata Hunter (Rockhampton, 11 agosto 1994), è una tennista australiana.

## Carriera
Nel circuito ITF ha vinto 3 titoli in singolare e 13 titoli in doppio.
Nel circuito WTA ha vinto 7 tornei nel doppio, fra cui tre WTA 1000, il Guadalajara Open WTA nel 2022 e 2023 in coppia Luisa Stefani ed Elise Mertens  e gli Internazionali BNL d'Italia sempre con Mertens. Nei tornei del Grande Slam, ha raggiunto la finale a Wimbledon nel 2023 assieme a Mertens, le semifinali a Wimbledon 2021 e agli US Open 2022, entrambe disputate con la statunitense Caroline Dolehide, e i quarti di finale agli Australian Open 2022 e 2023.
In data 18 ottobre 2021, ha raggiunto il suo miglior ranking in singolare alla posizione 119. In doppio, si è issata fino alla 2ª posizione mondiale il 25 settembre 2023.

### 2023 - l'anno migliore: finale a Wimbledon, 2 titoli WTA 1000 e n°1 del mondo
Nel 2023, dopo una finale con Siniaková ad Adelaide, Storm decide di fare coppia con Elise Mertens: le due ottengono i quarti all'Australian Open, dove cedono a Kostjuk/Ruse. Dopo due altri quarti di finale a Indian Wells e Miami, raggiungono la prima semifinale annuale a Charleston, perdendo da Olmos/Shibahara.
Sulla terra, dopo aver vinto il WTA '125' di Reus con la connazionale Ellen Perez, torna a giocare con Mertens nel '1000' di Roma: le due colgono la prima finale assieme, cedendo solo un set nel percorso; nel match valevole per il titolo, battono Gauff/Pegula con un duplice 6-4, vincendo il primo titolo insieme, il secondo a livello '1000' per Storm. Al Roland Garros, da 3° teste di serie, escono di scena già al terzo turno per mano di Kudermetova/Samsonova.
Su erba, Hunter gioca con Alycia Parks per il torneo di Birmingham: le due ottengono la finale, dove vengono sconfitte da Kostjuk/Krejčíková in due set. Torna poi con Mertens per il torneo di Wimbledon: accreditate della terza testa di serie, arrivano in finale con un percorso netto, perdendo solamente 9 games in quattro partite e usufruendo di un ritiro. Nella prima finale slam per Hunter, Storm ed Elise vengono superate dalle rientranti Hsieh/Strýcová con lo score di 5-7 4-6. Grazie al risultato, l'australiana entra per la prima volta in carriera in top-5 nel ranking mondiale.
Sul cemento americano, dopo le semifinali di Montréal e Cincinnati, deludono le aspettative allo US Open, dove vengono subito eliminate da Collins/Kičenok. Nel '1000' di Guadalajara, Hunter riesce a confermare il titolo vinto nel 2022, sconfiggendo in finale Dabrowski/Routliffe al super-tiebreak e conquistando il secondo trofeo stagionale assieme a Mertens.
Il 25 settembre, Hunter ottiene il suo nuovo best-ranking, issandosi fino alla 2ª posizione in classifica.
Grazie all'ottima stagione disputata, Storm ed Elise si qualificano per le WTA Finals di Cancún: nel gruppo "Maya Ka'an", riescono a vincere tutti e tre i loro match senza cedere set, guadagnandosi l'accesso alle semifinali. Nella circostanza, vengono battute dalle future campionesse Siegemund/Zvonarëva per [5-10] al super-tiebreak.
Con l'eliminazione di Gauff e Pegula nel round robin delle Finals, Hunter diviene la nuova n°1 del mondo il 6 novembre, diventando la seconda australiana dopo Sam Stosur nel 2006 a chiudere l'anno in cima al ranking WTA.
A fine anno viene premiata dall'ITF come campionessa femminile di doppio insieme ad Elise Mertens.

### 2024
L'australiana inizia l'anno disputando le qualificazioni per l'Australian Open: battendo l'ex quarto-finalista Kanepi, Naef e Salková, approda nel main-draw dello slam di casa; al primo turno, si impone sulla ex top-5 Sara Errani (6-4 6-3), riuscendo a raggiungere il secondo turno del torneo di Melbourne per la prima volta. Nella circostanza, supera Laura Siegemund in tre set, accedendo al suo primo terzo turno in un major; qui viene eliminata da Barbora Krejčíková.
In doppio, vista la partenrship di Mertens con Hsieh, Storm decide di giocare assieme a Katerína Siniaková: da teste di serie n°3, giungono sino alla semifinale, miglior risultato per Hunter nello slam di casa. Nel penultimo atto, le due si arrendono proprio a Hsieh/Mertens (che poi trionferanno) in tre set, con lo score di 5-7 6-1 3-6.

## Statistiche WTA

### Doppio

#### Vittorie (8)
| Legenda               | Legenda      |
| --------------------- | ------------ |
| Grande Slam (0)       |              |
| Ori Olimpici (0)      |              |
| WTA Finals (0)        |              |
| WTA Elite Trophy (0)  |              |
| Dal 2009 al 2020      | Dal 2021     |
| Premier Mandatory (0) | WTA 1000 (4) |
| Premier 5 (0)         | WTA 1000 (4) |
| Premier (0)           | WTA 500 (2)  |
| International (2)     | WTA 250 (0)  |

| N. | Data              | Torneo                            | Superficie  | Compagna           | Avversarie in finale                  | Punteggio              |
| 1. | 18 giugno 2017    | Nottingham Open, Nottingham       | Erba        | Monique Adamczak   | Jocelyn Rae Laura Robson              | 6-4, 4-6, [10-4]       |
| 2. | 16 febbraio 2020  | Thailand Open, Hua Hin            | Cemento     | Arina Rodionova    | Barbara Haas Ellen Perez              | 6–3, 6–3               |
| 3. | 9 gennaio 2022    | Adelaide International, Adelaide  | Cemento     | Ashleigh Barty     | Darija Jurak Schreiber Andreja Klepač | 6-1, 6-4               |
| 4. | 19 giugno 2022    | German Open, Berlino              | Erba        | Kateřina Siniaková | Alizé Cornet Jil Teichmann            | 6-4, 6-3               |
| 5. | 23 ottobre 2022   | Guadalajara Open, Guadalajara     | Cemento     | Luisa Stefani      | Anna Danilina Beatriz Haddad Maia     | 7-6(4), 6(2)-7, [10-8] |
| 6. | 20 maggio 2023    | Internazionali d'Italia, Roma     | Terra rossa | Elise Mertens      | Coco Gauff Jessica Pegula             | 6-4, 6-4               |
| 7. | 23 settembre 2023 | Guadalajara Open, Guadalajara (2) | Cemento     | Elise Mertens      | Gabriela Dabrowski Erin Routliffe     | 2-6, 6-3, [10-4]       |
| 8. | 24 febbraio 2024  | Dubai Tennis Championships, Dubai | Cemento     | Kateřina Siniaková | Nicole Melichar-Martinez Ellen Perez  | 6-4, 6-2               |

#### Sconfitte (9)
| Legenda               | Legenda      |
| --------------------- | ------------ |
| Grande Slam (1)       |              |
| Argenti Olimpici (0)  |              |
| WTA Finals (0)        |              |
| WTA Elite Trophy (0)  |              |
| Dal 2009 al 2020      | Dal 2021     |
| Premier Mandatory (0) | WTA 1000 (1) |
| Premier 5 (0)         | WTA 1000 (1) |
| Premier (0)           | WTA 500 (1)  |
| International (3)     | WTA 250 (3)  |

| N. | Data              | Torneo                           | Superficie  | Compagna           | Avversarie in finale             | Punteggio           |
| 1. | 16 settembre 2017 | Japan Women's Open, Tokyo        | Cemento     | Monique Adamczak   | Shūko Aoyama Yang Zhaoxuan       | 0-6, 6-2, [5-10]    |
| 2. | 23 settembre 2017 | Guangzhou Open, Canton           | Cemento     | Monique Adamczak   | Elise Mertens Demi Schuurs       | 2-6, 3-6            |
| 3. | 13 settembre 2020 | Istanbul Cup, Istanbul           | Terra rossa | Ellen Perez        | Alexa Guarachi Desirae Krawczyk  | 1-6, 3-6            |
| 4. | 18 aprile 2021    | Charleston Open, Charleston      | Terra verde | Ellen Perez        | Hailey Baptiste Caty McNally     | 7-6(4), 4-6, [6-10] |
| 5. | 13 giugno 2021    | Nottingham Open, Nottingham      | Erba        | Caroline Dolehide  | Ljudmyla Kičenok Makoto Ninomiya | 4-6, 7-6(3), [8-10] |
| 6. | 7 gennaio 2023    | Adelaide International, Adelaide | Cemento     | Kateřina Siniaková | Asia Muhammad Taylor Townsend    | 2-6, 6(2)-7         |
| 7. | 25 giugno 2023    | Birmingham Classic, Birmingham   | Erba        | Alycia Parks       | Marta Kostjuk Barbora Krejčíková | 2-6, 6(7)-7         |
| 8. | 16 luglio 2023    | Torneo di Wimbledon, Londra      | Erba        | Elise Mertens      | Hsieh Su-wei Barbora Strýcová    | 5-7, 4-6            |
| 9. | 16 marzo 2024     | Indian Wells Open, Indian Wells  | Cemento     | Kateřina Siniaková | Hsieh Su-wei Elise Mertens       | 3-6, 4-6            |

### Doppio misto

#### Vittorie (2)
| Legenda                 |
| ----------------------- |
| Australian Open (0)     |
| Open di Francia (0)     |
| Torneo di Wimbledon (0) |
| US Open (1)             |
| Ori Olimpici (0)        |
| WTA 1000 (1)            |

| N. | Anno              | Torneo                          | Superficie | Compagno      | Avversari in finale                     | Punteggio        |
| 1. | 10 settembre 2022 | US Open, New York               | Cemento    | John Peers    | Kirsten Flipkens Édouard Roger-Vasselin | 4-6, 6-4, [10-7] |
| 2. | 14 marzo 2024     | Indian Wells Open, Indian Wells | Cemento    | Matthew Ebden | Caroline Garcia Édouard Roger-Vasselin  | 6-3, 6-3         |

## Circuito WTA 125

### Singolare

#### Sconfitte (1)
| N. | Data             | Torneo              | Superficie | Avversaria in finale | Punteggio        |
| 1. | 11 febbraio 2024 | Mumbai Open, Mumbai | Cemento    | Darja Semeņistaja    | 7-5, 6(6)-7, 2-6 |

### Doppio

#### Vittorie (1)
| N. | Data          | Torneo               | Superficie  | Compagna    | Avversarie in finale          | Punteggio   |
| 1. | 6 maggio 2023 | Catalonia Open, Reus | Terra rossa | Ellen Perez | Alexa Guarachi Erin Routliffe | 6-1, 7-6(8) |

## Statistiche ITF

### Singolare

#### Vittorie (3)
| Torneo $100.000 (0) |
| Torneo $80.000 (0)  |
| Torneo $75.000 (0)  |
| Torneo $60.000 (2)  |
| Torneo $50.000 (0)  |
| Torneo $40.000 (0)  |
| Torneo $25.000 (1)  |
| Torneo $15.000 (0)  |
| Torneo $10.000 (0)  |

| N. | Data             | Torneo                                                   | Superficie | Avversaria in finale | Score    |
| 1. | 10 febbraio 2013 | Launceston Tennis International, Launceston              | Cemento    | Shūko Aoyama         | 6-4, 6-4 |
| 2. | 3 novembre 2019  | City of Playford Tennis International, Città di Playford | Cemento    | Lizette Cabrera      | 6-3, 6-4 |
| 3. | 5 febbraio 2023  | Burnie International, Burnie                             | Cemento    | Olivia Gadecki       | 6-4, 6-3 |

#### Sconfitte (2)
| Torneo $100.000 (0) |
| Torneo $80.000 (0)  |
| Torneo $75.000 (0)  |
| Torneo $60.000 (0)  |
| Torneo $50.000 (0)  |
| Torneo $40.000 (0)  |
| Torneo $25.000 (1)  |
| Torneo $15.000 (1)  |
| Torneo $10.000 (0)  |

| N. | Data           | Torneo                                        | Superficie | Avversaria in finale | Score         |
| 1. | 24 marzo 2013  | City of Ipswich Tennis International, Ipswich | Cemento    | Jelena Pandžić       | 5–7, 6–2, 2–6 |
| 2. | 4 ottobre 2015 | Tweed Heads Tennis International, Tweed Heads | Cemento    | Dalma Gálfi          | 2-6, 6-3, 1-6 |

### Doppio

#### Vittorie (13)
| Torneo $100.000 (2) |
| Torneo $80.000 (0)  |
| Torneo $75.000 (0)  |
| Torneo $60.000 (3)  |
| Torneo $50.000 (5)  |
| Torneo $40.000 (0)  |
| Torneo $25.000 (3)  |
| Torneo $15.000 (0)  |
| Torneo $10.000 (0)  |

| N.  | Data             | Torneo                                                                 | Superficie  | Compagna          | Avversarie in finale               | Punteggio        |
| 1.  | 6 luglio 2013    | FSP Gold River Women's Challenger, Sacramento                          | Cemento     | Naomi Broady      | Robin Anderson Lauren Embree       | 6-3, 6-4         |
| 2.  | 1º febbraio 2014 | McDonald's Burnie International, Burnie                                | Cemento     | Jarmila Gajdošová | Eri Hozumi Miki Miyamura           | 6-4, 6-4         |
| 3.  | 5 luglio 2014    | FSP Gold River Women's Challenger, Sacramento                          | Cemento     | Dar'ja Gavrilova  | Maria Sanchez Zoe Gwen Scandalis   | 6-2, 6-1         |
| 4.  | 26 luglio 2015   | Challenger Banque Nationale de Granby, Granby                          | Cemento     | Jessica Moore     | Laura Robson Erin Routliffe        | 7–5, 6–2         |
| 5.  | 11 ottobre 2015  | Cairns Tennis International, Cairns                                    | Cemento     | Jessica Moore     | Jennifer Elie Asia Muhammad        | 6–0, 6–3         |
| 6.  | 6 novembre 2016  | Canberra Tennis International, Canberra                                | Cemento     | Jessica Moore     | Alison Bai Lizette Cabrera         | 6–3, 6–4         |
| 7.  | 6 maggio 2017    | Wiesbaden Tennis Open, Wiesbaden                                       | Terra rossa | Vivian Heisen     | Diāna Marcinkēviča Rebeka Masarova | 7–5, 5–7, [10–8] |
| 8.  | 10 giugno 2017   | Surbiton Trophy, Surbiton                                              | Erba        | Monique Adamczak  | Chang Kai-chen Marina Eraković     | 7–5, 6–4         |
| 9.  | 12 maggio 2019   | SMA Cup Sant'Elia, Roma                                                | Terra rossa | Arina Rodionova   | Gabriela Cé Cristina Dinu          | 6-2, 6-3         |
| 10. | 19 maggio 2019   | Torneig Internacional de Tennis Femení Solgironès, La Bisbal d'Empordà | Terra rossa | Arina Rodionova   | Dalma Gálfi Georgina García Pérez  | 6-4, 6-4         |
| 11. | 2 novembre 2019  | City of Playford Tennis International, Città di Playford               | Cemento     | Asia Muhammad     | Naiktha Bains Tereza Mihalíková    | 6-3, 6-4         |
| 12. | 31 gennaio 2020  | McDonald's Burnie International, Burnie                                | Cemento     | Ellen Perez       | Desirae Krawczyk Asia Muhammad     | 6-3, 6-2         |
| 13. | 8 maggio 2021    | LTP Charleston Pro Tennis, Charleston                                  | Terra verde | Caty McNally      | Eri Hozumi Miyu Katō               | 7–5, 4–6, [10–6] |

#### Sconfitte (9)
| Torneo $100.000 (1) |
| Torneo $80.000 (0)  |
| Torneo $75.000 (0)  |
| Torneo $60.000 (0)  |
| Torneo $50.000 (1)  |
| Torneo $40.000 (0)  |
| Torneo $25.000 (5)  |
| Torneo $15.000 (0)  |
| Torneo $10.000 (2)  |

| N. | Data              | Torneo                                                     | Superficie | Compagna          | Avversarie in finale                            | Punteggio        |
| 1. | 22 maggio 2011    | Koser Jewelers Pro Circuit Tennis Challenge, Landisville   | Cemento    | Brooke Rischbieth | Hsu Chieh-yu Nicola Slater                      | 5–7, 3–6         |
| 2. | 29 maggio 2011    | Palmetto Pro Open, Sumter                                  | Cemento    | Ebony Panoho      | Bojana Bobusic Nicola Slater                    | 6–4, 5–7, [6–10] |
| 3. | 11 settembre 2011 | Alice Springs Tennis International, Alice Springs          | Cemento    | Brooke Rischbieth | Maria Fernanda Alves Samantha Murray            | 6–3, 5–7, [3–10] |
| 4. | 27 novembre 2011  | William Loud Bendigo International, Bendigo                | Cemento    | Samantha Murray   | Stephanie Bengson Tyra Calderwood               | 6–2, 1–6, [5–10] |
| 5. | 24 marzo 2013     | City of Ipswich Tennis International, Ipswich              | Cemento    | Viktorija Rajicic | Noppawan Lertcheewakarn Varatchaya Wongteanchai | 6–4, 1–6, [8–10] |
| 6. | 28 giugno 2015    | Southern Lifestyle Development Tennis Classic, Baton Rouge | Cemento    | Chanel Simmonds   | Samantha Crawford Emily Harman                  | 6(4)–7, 1–6      |
| 7. | 19 giugno 2016    | Ilkley Trophy, Ilkley                                      | Erba       | An-Sophie Mestach | Yang Zhaoxuan Zhang Kailin                      | 3–6, 6(5)–7      |
| 8. | 9 marzo 2019      | Mildura Grand Tennis International, Mildura                | Erba       | Olivia Rogowska   | Alana Parnaby Alicia Smith                      | 6–3, 3–6, [8–10] |
| 9. | 19 giugno 2021    | Nottingham Trophy, Nottingham                              | Erba       | Priscilla Hon     | Monica Niculescu Elena-Gabriela Ruse            | 5-7, 5-7         |

## Risultati in progressione
| Sigla | Risultato               |
| ----- | ----------------------- |
| V     | Vincitore               |
| F     | Finalista               |
| SF    | Semifinalista           |
| O     | Oro olimpico            |
| A     | Argento olimpico        |
| SF    | Bronzo olimpico         |
| QF    | Quarti di Finale        |
| 4T    | Quarto turno            |
| 3T    | Terzo turno             |
| 2T    | Secondo turno           |
| 1T    | Primo turno             |
| RR    | Round Robin             |
| LQ    | Turno di qualificazione |
| A     | Assente                 |
| ND    | Non disputato           |

| Legenda superfici    |
| -------------------- |
| Cemento              |
| Terra battuta        |
| Erba                 |
| Superficie variabile |

### Singolare nei tornei del Grande Slam
| Torneo          | 2012 | 2013 | 2014 | 2015 | 2016 | 2017 | 2018 | 2019 | 2020 | 2021 | 2022 | 2023 | V--S |
| --------------- | ---- | ---- | ---- | ---- | ---- | ---- | ---- | ---- | ---- | ---- | ---- | ---- | ---- |
| Australian Open | Q1   | Q1   | 1T   | 1T   | 1T   | Q1   | A    | A    | Q2   | Q1   | 1T   | 1T   | 0-5  |
| Open di Francia | A    | A    | Q1   | A    | A    | A    | A    | A    | A    | A    | Q1   | 2T   | 1-1  |
| Wimbledon       | A    | A    | A    | A    | A    | A    | A    | A    | A    | A    | Q2   | 1T   | 0-1  |
| US Open         | A    | Q1   | A    | A    | A    | A    | A    | A    | A    | A    | A    | 1T   | 0-1  |
| Totale          | 0-0  | 0-0  | 0-1  | 0-1  | 0-1  | 0-0  | 0-0  | 0-0  | 0-0  | 0-0  | 0-1  | 1-4  | 1-8  |

### Doppio nei tornei del Grande Slam
| Torneo          | 2012 | 2013 | 2014 | 2015 | 2016 | 2017 | 2018 | 2019 | 2020 | 2021 | 2022 | 2023 | V--S  |
| --------------- | ---- | ---- | ---- | ---- | ---- | ---- | ---- | ---- | ---- | ---- | ---- | ---- | ----- |
| Australian Open | 1T   | 1T   | 1T   | 1T   | 2T   | 1T   | 1T   | A    | 1T   | 2T   | QF   | QF   | 8-11  |
| Open di Francia | A    | A    | A    | A    | A    | A    | A    | 1T   | 1T   | A    | 2T   | 3T   | 3-4   |
| Wimbledon       | A    | A    | A    | A    | A    | 2T   | A    | 1T   | A    | A    | 2T   | F    | 7-4   |
| US Open         | A    | A    | A    | A    | A    | A    | A    | A    | 1T   | A    | SF   | 1T   | 4-3   |
| Totale          | 0-1  | 0-1  | 0-1  | 0-1  | 1-1  | 1-2  | 0-2  | 0-1  | 0-3  | 1-1  | 9-4  | 10-4 | 22-22 |

### Doppio misto nei tornei del Grande Slam
| Torneo          | 2014 | 2015 | 2016 | 2017 | 2018 | 2019 | 2020 | 2021 | 2022 | 2023 | V--S  |
| --------------- | ---- | ---- | ---- | ---- | ---- | ---- | ---- | ---- | ---- | ---- | ----- |
| Australian Open | 1T   | A    | A    | A    | QF   | A    | 1T   | SF   | 1T   | 1T   | 5-6   |
| Open di Francia | A    | A    | A    | A    | A    | A    | A    | A    | 2T   | 2T   | 2-2   |
| Wimbledon       | A    | A    | A    | A    | A    | A    | A    | A    | 2T   | 2T   | 2-2   |
| US Open         | A    | A    | A    | A    | A    | A    | A    | A    | V    | 1T   | 5-1   |
| Totale          | 0-1  | 0-0  | 0-0  | 0-0  | 2-1  | 0-0  | 0-1  | 3-1  | 7-3  | 2-4  | 14-11 |